# Végfalva (Ráckanizsa)
Végfalva (szlovénül: Šafarsko;  ʋɛˈʃtʃiːtsa) Szlovénia keleti felén, a horvát határ mellett, Ráckanizsában a Ščavnica partján fekszik. A terület történelmileg a Magyar Királyságon belül Zala vármegyéhez, jelenleg a a szlovén Pomurska statisztikai régióhoz tartozik.